# Нулевая династия
0 династия (нем. 0 Dynastie, англ. 0 Dynasty) — термин, принятый египтологами для выделения ряда правителей додинастического Египта (так называемый протодинастический период). Является не родственным, а хронологическим объединением фараонов около 3200—3090/3060 гг. до н. э., что соответствует фазам культуры Негада — IIIb1, IIIb2 и раннему IIIс1.
Фараоны этой группы («династии») царствовали в додинастических царствах — Верхнем, Нижнем или объединённом Египте и позиционируются как предшествующие представителям I династии. Термин «0 династия» не следует путать с «00 династией», которым, в свете последних открытий, некоторые исследователи начали обозначать ещё более раннюю группу фараонов — правителей отдельных мелких верхнеегипетских протогосударств.

## Название
Впервые термин «династия 0» был предложен английским археологом У. М. Флиндерсом Питри. Необычная нумерация связана с тем, что наукой были обнаружены следы деятельности фараонов, существовавших ранее I династии, а это противоречило традиционной периодизации. Фактически термин «династия 0» является искусственным, так как её правители объединены только временными рамками и могут быть не связаны ни родственно (кроме местных родовых линий), ни территориально — некоторые правили в разных государственных образованиях. 
В трудах различных египтологов термин «династия 0» может использоваться следующим образом: 1) для обозначения фараонов захороненных только в Абджу (др.-греч.  Абидос) на кладбище «B»; 2) всех египетских фараонов периода Негада III, включая 00 династию; 3) наиболее современное толкование — правители государственных образований на территории Древнего Египта в период между 00 династией и I династией.

## Общее описание
Многие выводы современных исследователей о деятельности представителей 0 династии являются гипотетическими, что связано с крайне немногочисленными археологическими находками. Предположительна и хронология правления этих фараонов, хотя её временная граница с I династией, в трудах ряда исследователей, почти не отличается. В. Кайзер, в работах 1957 и 1990 гг., считает финалом правления этих фараонов начальную часть периода Негада IIIc1, что соответствует у него около 3060 г. до н. э.; у С. Хендрикса, в работе 1996 г., это также фаза Негады IIIc1, однако начинающаяся немного позднее — около 3050 г. до н. э.. Согласно одной из последних версий хронологии додинастического периода — по Ф. Раффаэле в работе 2002 года — фараоны 0 династии правили с 3200 по 3090/3060 гг. до н. э. (Негада IIIb1, IIIb2 и ранняя IIIс1 — всего около 200 лет).
Правление фараонов 0 династии приходилось на процесс политического объединения всего Египта. Сейчас египтологам достоверно известно о существовании следующих «царств»: 1) верхнеегипетское «Иераконпольское», со столицей в Нехене (др.-греч. Иераконполь); 2) позднее, вероятно, власть перешла к правителям династии из Чени (др.-греч. Тинис); 3) параллельно, существовало царство в Нижнем Египте с центром Пер-Уаджит (др.-греч. Буто), впоследствии завоёванном Верхним Египтом.

## Фараоны конфедерации Тиниса/Абидоса
Одна из последних реконструкций имён и очерёдности правителей конфедерации с центром в Чени (др.-греч. Тинис) и/или Абджу (др.-греч. Абидос), представлена немецким египтологом Г. Дрейером (нем. Günter Dreyer). В своих предположениях он в основном опирался на интерпретацию граффити с колоссов бога Мина (Коптос), протоиероглифов с бирок из гробницы U-j (Умм эль-Кааб, Абидос) и «Ливийской» палетки (англ. Libyan Palette, Абидос).
| Фараоны идентифицируемые на различных артефактах по Г. Дрейру и Ф. Раффаэле. (указаны фазы Накада и ориентировочные временные границы в годах до нашей эры) |               |              |              |                   |            |                   |
| Период | Имя           | Артефакты    | Артефакты    | Артефакты         | Артефакты  | Артефакты         |
| Период | Имя           | Колоссы Мина | Гробница U-j | Ливийская палетка | ММ палетка | Охотничья палетка |
| Возможные фараоны-предшественники (см. 00 династия): Орикс, Раковина, Рыба, Слон, Бык, Аист, Собака, Бычья/коровья голова, Скорпион I.                      |               |              |              |                   |            |                   |
| IIIb1 (3200—3100) | Сокол I       | —            | +            | +                 | + ?        | —                 |
| IIIb1 (3200—3100) | Мин           | +            | —            | —                 | —          | —                 |
| IIIb1 (3200—3100) | ?             | —            | —            | + (№ 2)           | —          | —                 |
| IIIb1 (3200—3100) | Сокол II ?    | —            | —            | + ? (№ 3)         | —          | —                 |
| IIIb1 (3200—3100) | Лев           | +            | —            | +                 | —          | + ?               |
| IIIb1 (3200—3100) | Двойной сокол | —            | —            | +                 | —          | —                 |
| IIIb1 (3200—3100) | ?             | —            | —            | —                 | —          | —                 |
| IIIb2-IIIc1 (3100—2900) | Ири-Хор       | —            | —            | —                 | —          | —                 |
| IIIb2-IIIc1 (3100—2900) | Ка            | —            | —            | —                 | —          | —                 |
| IIIb2-IIIc1 (3100—2900) | Скорпион II   | —            | —            | +                 | —          | —                 |
| IIIb2-IIIc1 (3100—2900) | Нармер        | +            | —            | —                 | —          | —                 |